# جورجيو لوبيز
جورجيو لوبيز (بالإيطالية: Giorgio Lopez)‏ هو ممثل إيطالي، ولد في 16 فبراير 1947 في نابولي في إيطاليا.

## وصلات خارجية
- جورجيو لوبيز على موقع IMDb (الإنجليزية)
- جورجيو لوبيز على موقع ميوزك برينز (الإنجليزية)
- جورجيو لوبيز على موقع كينوبويسك (الروسية)
- جورجيو لوبيز على موقع ANN person (الإنجليزية)